# Bryant Jennings
Bryant Jennings (født 25. september 1984 i Philadelphia, Pennsylvania, USA) er en amerikansk professionel bokser, der har bokset om verdensmesterskabet i 2015 mod Wladimir Klitschko.

## Tidligt liv
På Benjamin Franklin High School spillede Jennings Amerikansk fodbold, basketball og løb 200 meter og deltog i kuglestød. Den 30-årige far til 4-årige Mason, Jennings spillede basketball på North Philly rec centre i årevis før han besluttede at bokse i en alder af 24.

## Amatørkarriere
Jennings rekord var 13-4 som amatør.
Han nåede finalerne ved 2009 National Golden Gloves og tabte en enstemmig afgørelse til veteranen Lenroy Thompson.

## Professionel karriere
I 2013 slog han den højt rangerede cubanske bokser Mike Perez og blev dermed obligatorisk WBC-verdensmesterudfordrer.
Jennings underskrev med promotorer Gary Shaw og Antonio Leonard efter at have købt sin eksisterende aftale med Russell Peltz.

### Jennings vs. Klitschko
Jennings mødte sværvægt-smester Wladimir Klitschko den 25. april 2015 i Madison Square Garden om WBA (Super), IBF, WBO, IBO og The Ring Magazine] sværvægts-titlerne. Klitschko vandt kampen på grund af sit effektive brug af sit jab og hårde højre kryds, der holdt Jennings på afstand. Klitschko vandt via enstemmig afgørelse med to dommersedler på 116-111 og den 3. dommer scorede den 118-109. Klitschko indrømmede efter kampen, at dette var en af hans hårdeste kampe i adskillige år.

### Jennings vs Ortiz
Jennings tabte på TKO til den ubesejrede cubanske boxer og sværvægts-udforer Luis Ortiz den 19. december 2015.